# Endophragmiella subolivacea
Endophragmiella subolivacea är en svampart som först beskrevs av Ellis & Everh., och fick sitt nu gällande namn av S. Hughes 1978. Endophragmiella subolivacea ingår i släktet Endophragmiella och familjen Helminthosphaeriaceae.   Inga underarter finns listade i Catalogue of Life.